# Tristan da Cunha
Tristan da Cunha er en øgruppe i Sydatlanten med 238 indbyggere (2023), og består af fire store vulkanøer.
Tristan da Cunha er navnet på hovedøen og hele øgruppen. Andre større øer i øgruppen er Inaccessible Island og Nightingale Island. Det er den mest afsides beliggende beboede øgruppe i verden med 2.000 km til nærmeste beboede sted, hvilket er Sankt Helena, 2.400 km til nærmeste fastland i form af Sydafrika, 3.360 km til Sydamerika og 3700 km til Antarktis.
Kun hovedøen er befolket. Øen er en kegleformet vulkanø og ca. 12 km i diameter.
Tristan da Cunha er sammen med Gough Island, 395 km væk, en del af Sankt Helena, Ascension og Tristan da Cunha som igen er et Britisk oversøisk territorium.
Tristan da Cunha havde i 2017 265 indbyggere. Kun ni efternavne er i brug. Sproget er engelsk og befolkningen tilhører Den anglikanske kirke. På grund af endogami (øboerne gifter sig stort set kun med andre øboere) er astma og glaukom udbredt.

## Geografi og natur
Øerne er meget vanskeligt tilgængelige, dels pga den meget afsidesliggende placering (øerne er det mest afsidesliggende, permanent beboede sted i verden), og fordi de er omgivet af klipper, som kan være op mod 600 meter høje. Således er der kun ét anløbssted på hele hovedøen.
Øgruppen Tristan da Cunha:
- Tristan da Cunha, 98 km², 284 indb. 3.238 km fra Brasilien og 2.779 km fra Sydafrika
- Inaccessible Island (= "Utilgængelige ø"), 14 km², ubeboet, 45 km sydvest for Tristan da Cunha
- Nightingale Island, 2,6 km², ubeboet, 35 km sydvest for Tristan da Cunha
- Middle Island 0,2 km², ubeboet, 1 km nord for Nightingale Island
- Stoltenhoff Island, 0,14 km², ubeboet, 2 km nord for Nightingale Island
- Gough Island, 65 km², 4 indb., Sydafrikansk vejrstation, 400 km sydøst for Tristan da Cunha

Hovedøens terræn er stærkt kuperet og har mange bjergtoppe. Det eneste flade område findes omkring hovedstaden Edinburgh of the Seven Seas på nordvestkysten, den kaldes til dagligt blot the Settlement (= bosætningen). Øens højeste punkter er vulkanen Queen Mary's Peak (2010 m) , som om vinteren er dækket med sne. Klimaet er subtropisk kystklima med små temperatur-forskelle mellem sommer og vinter og mellem dag og nat. Dele af øerne er skovklædte, og pga den ekstremt fugtige luft fra Atlanterhavet er der tale om regnskov.
De andre øer i øgruppen er ubeboede, med undtagelse af Gough Island, hvor der på den sydøstlige kyst ved Transvaal Bay er en sydafrikansk vejrstation med en fast bemanding på fire personer.
Øgruppen er rugeplads for albatrosser og verdens mindste ikke-flyvende fugl, vandhønearten Ascension-muserikse, Atlantisia rogersi, som kun findes på Inaccessible. Den 13 cm store fugl har en hårlignende fjerdragt, og lever skjult i vegetationen ligesom mus.
I 2008 blev et dansk geomagnetisk observatorium indviet. Øen ligger i det område, hvor Jordens magnetfelt er svagest.

## Geologi
Tristan da Cunha er en stor vulkansk kegle, der fra en havdybde omkring 3700 m rager mere end 2 km op over havniveau og kulminerer i The Peak med 2062 m. Øen er eroderet af havet og har overalt stejle skrænter. Den er opbygget af vekslende lavastrømme og pyroklastiske aflejringer, mens den centrale vulkankegle hovedsagelig består af pyroklastiske aflejringer, der stammer fra udbrud gennem det centrale krater. Langs vulkanens flanker findes ca. 30 større og mindre slaggekegler, hvoraf en del har tilknyttede lavastrømme. Det seneste udbrud i 1961 var fra et krater i nærheden af Edinburgh efter en periode med hyppige jordskælv.

## Historie
- Øgruppen blev først opdaget i 1506 af den portugisiske admiral Tristão da Cunha da han med en flåde på 15 skibe var på vej mod Indien, opdagede øerne uden at gå i land og opkaldte dem efter sig selv.
- En britisk søofficer der besøgte gruppen med sit skib i 1760 gav sit navn til Nightingale Island
- Den første udforskning af øerne skete i 1767, da den franske fregat "L'Heure du Berger" nåede dertil. Tilstedeværelsen af ferskvand på Big Watron vandfaldet og i en sø på den nordlige kyst blev noteret, og resultaterne af undersøgelsen blev udgivet af Royal Navy i 1781.
- Fra august 1790 til april 1791 boede kaptajnen på et engelsk handelsskib John Patten, og en del af hans besætning på Tristan. De nåede at fange 3600 sæler.
- Det første kendte forsøg på at bestige Queen Mary Peak var i 1793 af den franske naturforsker Louis-Marie Aubert Du Petit-Thouars. Ekspeditionen indsamlede planter, som blev katalogiseret.
- Det første fastboende menneske på Tristan var Jonathan Lambert fra Salem som kom til øen i 1810. Han erklærede øerne som sin ejendom og omdøbte dem Islands of Refreshment. Hans styre blev imidlertid kortvarigt, da han kort tid efter omkom i en bådulykke.
- 1815 annekterede Storbritannien formelt Tristan da Cunha; dette skete primært for at kunne forhindre franskmændene i at bruge øerne som base for en eventuel aktion for at befri Napoleon, som sad fanget på St. Helena.[1] I 1816 sendte briterne en deling Khoikhoi-soldater derned, men da de skulle sendes hjem, bad den skotske korporal William Glass om at måtte blive på øen med kone og børn. Tilladelsen kom aldrig, men han og familien blev tilbage. Nogle år senere var fem ungkarle kommet til. En forbipasserende hvalfanger blev bønfaldt om at yde hjælp. Senere kom han tilbage med fem kvinder fra St. Helena. Strandede skibe førte også til flere mandlige beboere, men de fem kvinder og fru Glass blev stammødre til de fleste af øens nuværende befolkning.
- 1961 blev alle beboerne evakueret som følge af vulkanudbrud i nærheden af Edinburgh of the Seven Seas. Først blev alle indbyggere evakueret til Nightingale Island. Det hollandske passagerskib "Tjisadane", der tilfældigvis ankom dagen efter for at hente to piger fra øen, tog alle indbyggerne med til Cape Town. Derfra blev de sejlet til England. 2 år senere flyttede beboerne igen tilbage til hovedøen. Sejlturen tilbage foregik med den danske færge "M/F Bornholm", der var chartret til opgaven af den britiske stat. Turen for de 198 tristanianere tilbage mod Tristan da Cunha startede fra Southampton den 24. oktober 1963, med ankomst til Edinburgh of the Seven Seas den 10. november. Der forestod en stor opgave med at genetablere den ødelagte "by" og de livsnødvendige kartoffelmarker.
- Indtil til 2005 havde Tristan da Cunha ikke sit eget postnummer, men fordi øboerne havde store problemer med at bestille varer fra internettet, blev der for at løse problemet oprettet en britisk postkode (TDCU 1ZZ).
- 2006 grundstødte en olieboreplatform ud for hovedøens kyst.
- Den 4. december 2007 blev øen ramt af influenzaepidemi, som blev forværret af utilstrækkelige medicinske forsyninger.
- Den 13. februar 2008 ødelagde en brand øens hummerfabrik og de fire generatorer, der leverede strøm til øen blev ødelagt. Den 14. marts blev nye generatorer installeret.
- I juli 2009 blev den nye hummerfabrik indviet.
- Den 16. marts 2011 grundstødte fragtskibet MS Oliva på Nightingale Island, og store mængder olie forurenede øens strande. Øens pingviner blev transporteret til Tristan da Cunha for at blive renset for olie, da der ikke findes ferskvand på Nightingale Island.
- Den 13. november 2020 blev 687.247 kvadratkilometer (265.348 sq mi) af vandet omkring øerne havbeskyttelseszone. Flytningen vil gøre zonen til den største no-take-zone[hvad?] i Atlanterhavet og planetens fjerdestørste. Flytningen følger efter 20 års bevaringsarbejde af The Royal Society for the Protection of Birds RSPB og øens regering og fem års støtte fra den britiske regerings Blue Belt-program.[2][3]
- En total solformørkelse vil den 5. december 2048 passere øen. Øen er beregnet til at være på midterlinjen af umbraens (no) bane i næsten tre et halvt minut.[4]

## Økonomi
Stort set alle øboere har job i den offentlige sektor og er selvforsynende med alle basale livsfornødenheder. Øen er på grund af det specielle klima velegnet til kartoffelavl og det store antal havfugle gøder markerne.
Hovedindtægtskilden er turisme, salg af frimærker og mønter, samt eksport af hummer til Japan og USA. Hovedøens havn er blevet udbygget. Det er i gennemsnit kun muligt at fiske ca. 20 dage årligt. Men når vejret tillader det, står den lille fiskerflåde til søs.
Besøgende skal have en ren straffeattest, og godkendes på forhånd af ø-rådet Island Council. Øen har ingen egentligt hoteller, og logerende bor derfor hos indbyggerne.

## Transport og infrastruktur
Øen har ingen lufthavn, kun en lille fiskehavn og kun få skibe besøger den i løbet af et år. Fragt- og passagerskibet MV Kelso sejler mellem Cape Town, Sydafrika, og Tristan. Normalt opholder skibet sig ved øen i fire til fem dage og dette skib medbringer de fleste af stedets turister.
Der er skole, sygehus, postkontor, museum, café, pub og én svømmehal.
Skolen St. Mary's School fra 1975 underviser børn fra 3 til 16 år. Der er fem klasseværelser, bibliotek, teatersal, computerrum, skolekøkken og et sløjd og fysiklokale. Skoleelever, som er fyldt 16 år, har ret til fortsat skolegang i Storbritannien.
2001 fik beboerne fjernsyn via parabol. I 2006 fik øen fire offentligt tilgængelige computere. Øen har en netavis, Tristan Times.

## Galleri
- Edinburgh of the Seven Seas
- Edinburgh of the Seven Seas
- Gough Island
- Inaccessible Island
- Nightingale Island